# Елизавета Маргарита Орлеанская
Елизавета Маргарита Орлеанская, также известная как Изабелла Орлеанская (фр. Élisabeth Marguerite d’Orléans, 26 декабря 1646, Люксембургский дворец — 17 марта 1696, Версаль) — герцогиня Алансонская, в замужестве герцогиня Ангулемская. Средняя дочь Гастона Орлеанского от его брака с Маргаритой Лотарингской и двоюродная сестра короля Франции Людовика XIV.

## Биография

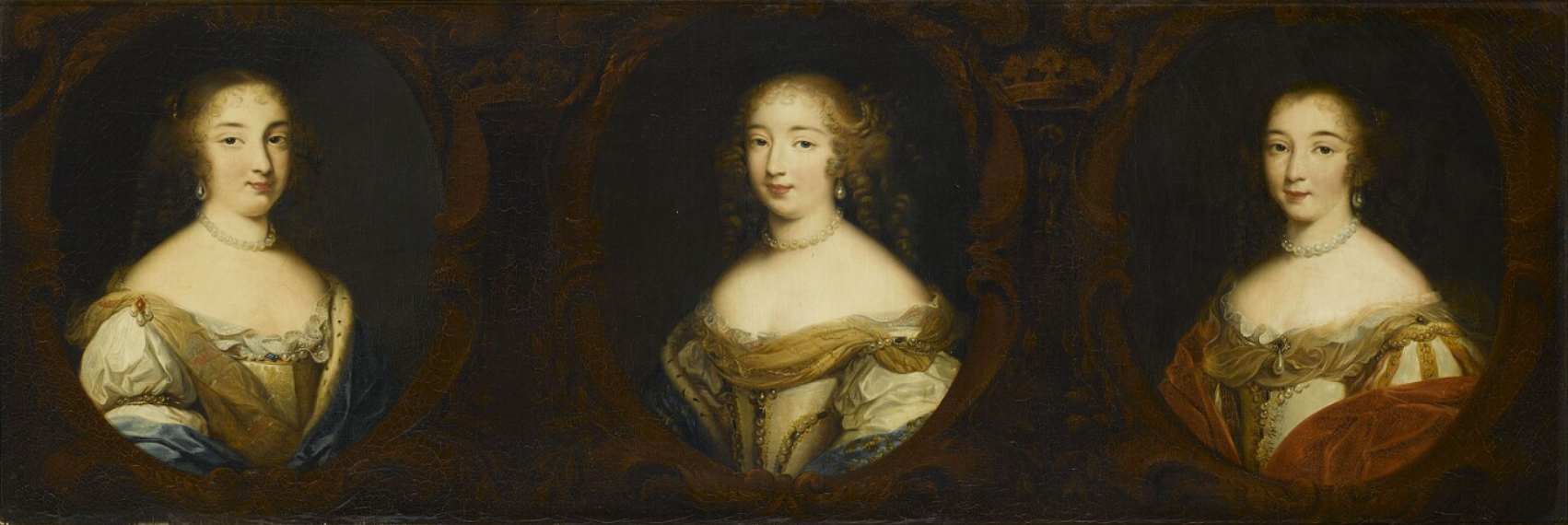
«Дочери Гастона Орлеанского и Маргариты Лотарингской».
Луи-Эдуард Риол, 1840 год.
Слева направо: Елизавета Маргарита, Маргарита Луиза и Франсуаза Мадлен

В юности Елизавета Маргарита была знакома с Луизой Франсуазой де Лавальер, будущей фавориткой короля Людовика XIV, которая была в свите её старшей сестры Маргариты Луизы.
Предполагалось, что старшая и более красивая сестра Маргарита Луиза выйдет замуж за Людовика, а их младшая сестра Франсуаза Мадлен станет женой другого европейского принца. Елизавета Маргарита же могла выйти замуж за Карла Эммануила, герцога Савойского, который позже женился на её младшей сестре в 1663 году.
Другим возможным супругом был её двоюродный брат Генрих де Бурбон, но он предпочёл немецкую принцессу Анну Генриетту Баварскую.

### Брак
Елизавету Маргариту (которая была горбатой) выдали за принца Луи Жозефа де Гиза, титульного главу дома де Гиз.
Свадьба состоялась в Сен-Жерменском дворце 15 мая 1667 года в присутствии королевского двора и принцев крови. Её муж был на четыре года моложе и находился под полным контролем своей тёти и опекуна Марии Лотарингской. Их краткий брак породил одного ребёнка:
- Франсуа Жозеф, герцог де Гиз (28 августа 1670 — 16 марта 1675)

### Вдовство

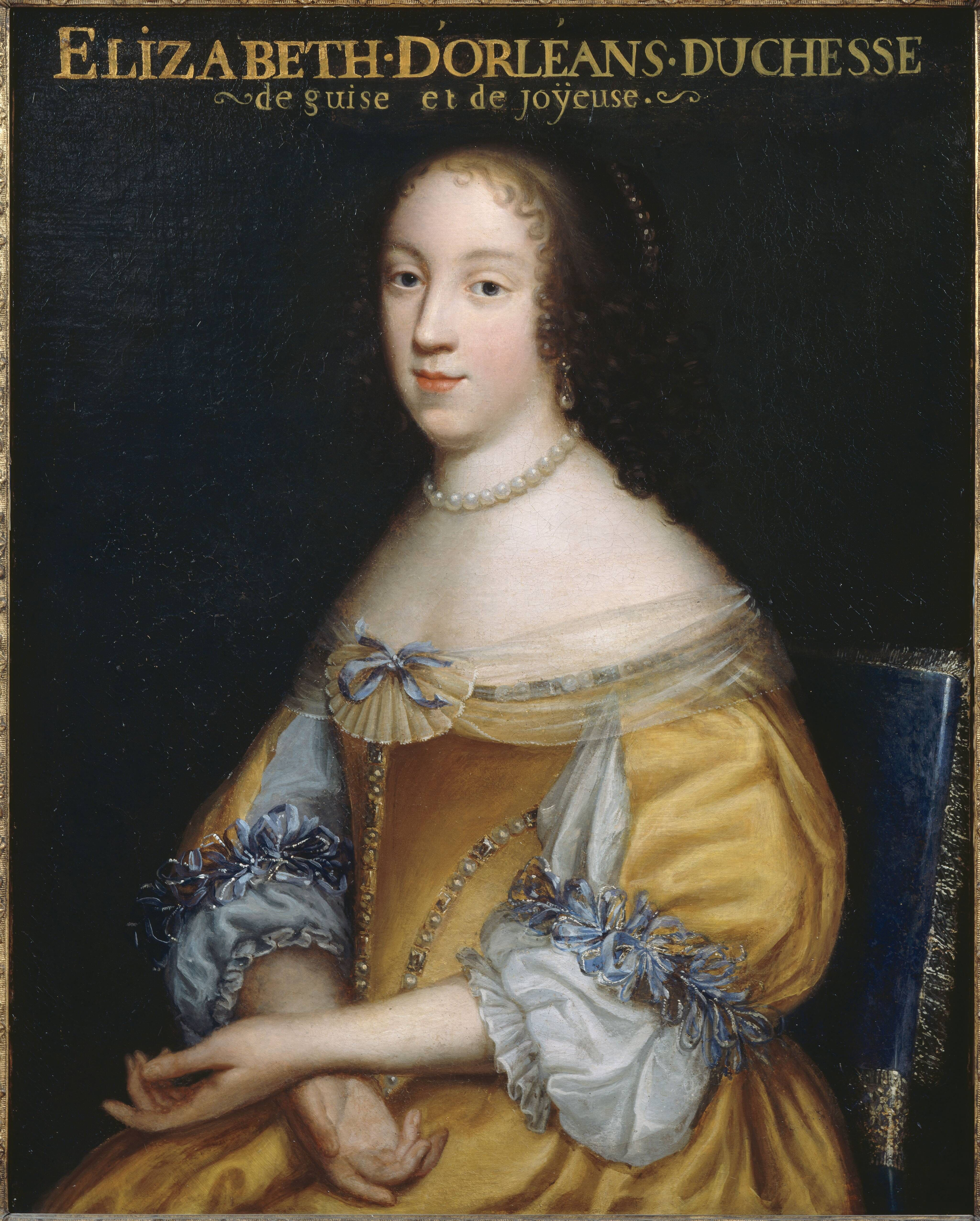
Елизавета Маргарита Орлеанская, ок. 1670 г.

Муж Елизаветы Маргариты умер в 1671 году от оспы. Её сын унаследовал титулы отца — герцог де Гиз и де Жуайез и принц де Жуанвиль.
После смерти матери в 1672 году она вместе с сыном переехала в Люксембургский дворец. В 1675 году четырёхлетнего Франсуа Жозефа, который всё ещё не умел ходить без посторонней помощи, уронила няня; ребёнок скончался в результате травмы головы. После смерти сына она стала герцогиней Алансонской и герцогиня Ангулемской в своём праве.
После смерти сына Елизавета Маргарита проводила каждое лето в своем герцогстве Алансон и большую часть зим при королевском дворе. В 1672 году она обустроила для себя личные покои в аббатстве Сен-Пьер-де-Монмартр, где аббатисой была герцогиня Мария де Гиз, а в 1675 году её сестра Маргарита Луиза оставила мужа и также переехала в аббатство. Набожная Елизавета Маргарита заказывала музыкальные произведения на тему религии у Марка-Антуана Шарпантье. Она также заказывала у него и светские произведения (оперы и пасторали), некоторые из которых исполнялись при королевском дворе.
Елизавета Маргарита горячо поддерживала политику своего двоюродного брата Людовика XIV, который стремился вернуть гугенотов в лоно католической церкви. В 1694 году она передала Люксембургский дворец Людовику XIV. Она умерла в 1696 году в Версальском дворце и была похоронена в Париже.
Её состояние было завещано её старшей и единственной оставшейся в живых сестре Маргарите Луизе.